# Marshfield (Maine)
Marshfield és una població dels Estats Units a l'estat de Maine (EUA). Segons el cens del 2000 tenia 494 habitants.

## Demografia
Segons el cens del 2000, Marshfield tenia 494 habitants, 196 habitatges, i 145 famílies. La densitat de població era d'11,2 habitants/km².
Dels 196 habitatges en un 33,2% hi vivien nens de menys de 18 anys, en un 59,7% hi vivien parelles casades, en un 9,7% dones solteres, i en un 26% no eren unitats familiars. En el 20,4% dels habitatges hi vivien persones soles el 8,7% de les quals corresponia a persones de 65 anys o més que vivien soles. El nombre mitjà de persones vivint en cada habitatge era de 2,52 i el nombre mitjà de persones que vivien en cada família era de 2,88.
Per edats la població es repartia de la següent manera: un 25,7% tenia menys de 18 anys, un 6,5% entre 18 i 24, un 24,7% entre 25 i 44, un 29,1% de 45 a 60 i un 14% 65 anys o més.
L'edat mediana era de 41 anys. Per cada 100 dones de 18 o més anys hi havia 91,1 homes.
La renda mediana per habitatge era de 36.458 $ i la renda mediana per família de 40.455 $. Els homes tenien una renda mediana de 35.000 $ mentre que les dones 20.481 $. La renda per capita de la població era de 15.969 $. Entorn del 6,6% de les famílies i el 9,8% de la població estaven per davall del llindar de pobresa.